# اسلاپه‌ترپ
اساپیدرپ (به هلندی: Slappeterp) یک منطقهٔ مسکونی در هلند است که در منامرادیل واقع شده‌است. اساپیدرپ ۸۵ نفر جمعیت دارد.